# 跳躍轉向
跳躍轉向是普遍用於滑雪道以外（off-piste）的轉向技巧，尤用於沒有足夠空間完成平行轉向或割雪轉向的狹窄山溝之中。滑雪者會利用雪杖借力輕微躍起，並透過扭動核心肌群凌空完成轉向動作。